# Erdelj (Generalski Stol)
Erdelj is een plaats in de gemeente Generalski Stol in de Kroatische provincie Karlovac. De plaats telt 476 inwoners (2001).